# Fishhook Ridge
Fishhook Ridge är en bergstopp i Antarktis. Den ligger i Västantarktis. Argentina, Chile och Storbritannien gör anspråk på området. Toppen på Fishhook Ridge är 100 meter över havet.
Terrängen runt Fishhook Ridge är lite kuperad. Havet är nära Fishhook Ridge åt nordost.  Trakten är obefolkad. Det finns inga samhällen i närheten. 